# Doin' It Right
«Doin' It Right» es una canción del dúo francés de música electrónica Daft Punk, extraído de su cuarto álbum de estudio Random Access Memories (2013). La canción, que cuenta con la participación del músico estadounidense Panda Bear (de la banda Animal Collective), fue el último en ser grabado para el álbum. "Doin 'It Right", apareció en las listas de discos en Francia, Estados Unidos y el Reino Unido, y apareció en la radio alternativa Americana el 3 de septiembre de 2013. Se ha recibido una recepción crítica positiva, con algunos críticos opinando lo mejor el trabajo del grupo de todo el LP.

## Producción

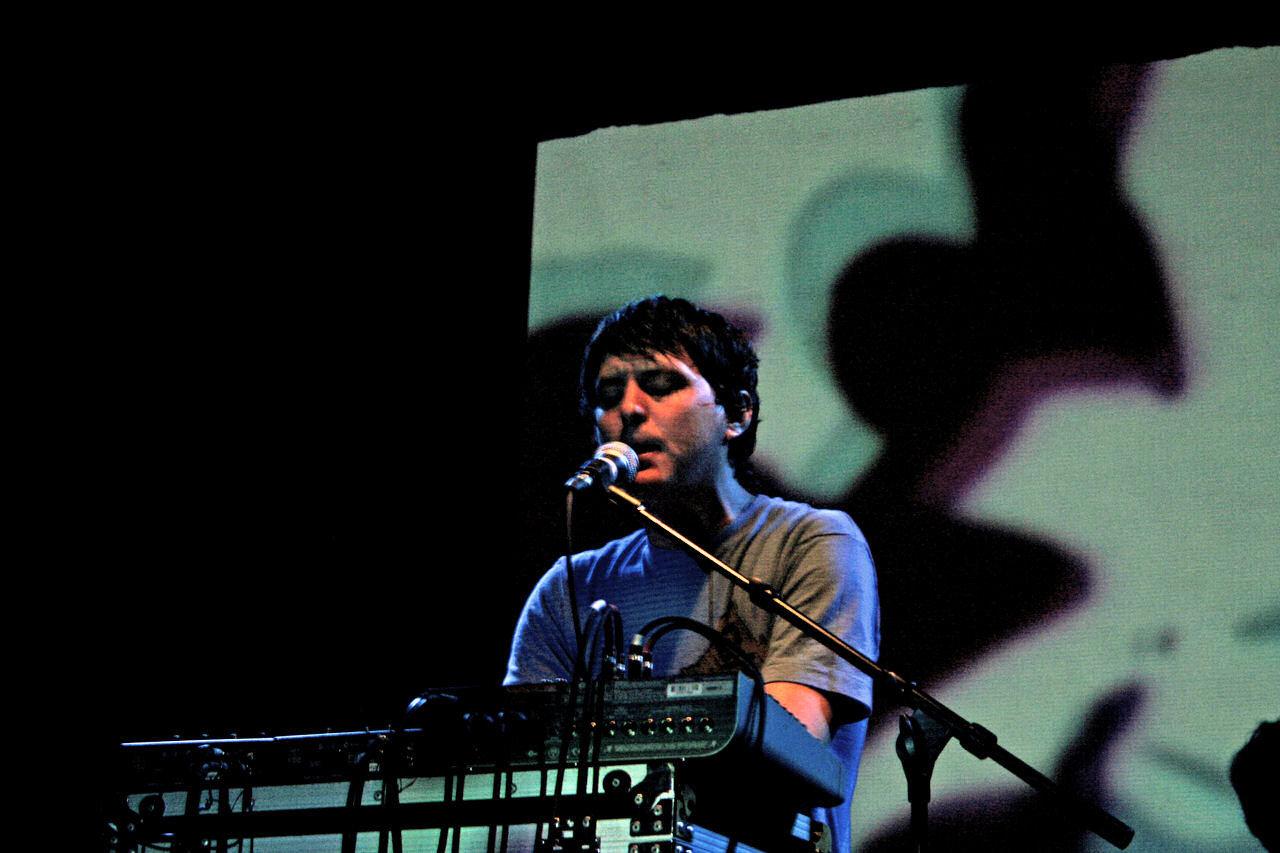
"Doin' It Right" es la colaboración de Daft Punk y Panda Bear de Animal Collective

«Doin' It Right» fue la última canción del álbum en ser grabada, Noah Lennox (más conocido como "Panda Bear") había oído hablar del dúo cuando habían publicado el videoclip de Around the World, aspecto que lo introdujo en el mundo de la música electrónica y dance. Agregó que Homework era uno de los pocos álbumes que él y su hermano mayor, tanto disfrutaba. Daft Punk preguntó más tarde si remezclaban una canción de Animal Collective, pero el dúo se negó. Una petición de remezclar una pista donde solo aparecía Panda Bear también fue rechazada por Daft Punk ya que ya no tenían interés en hacer "ese tipo de cosas". El dúo, sin embargo, contemplaba a Panda Bear en mente para una colaboración, y lo invitó a las sesiones de Random Acces Memories en París un año y medio después.
La contribución de Lennox se registró dentro de un lapso de tres días, lo que iba en contra de su enfoque habitual de gestar una idea durante un largo período. Recordó que después se prepararon y ensayaron con su voz los micrófonos en el estudio, que fue instruido simplemente a "hacer algo bueno". Inicialmente se intentó varias ideas, ninguna de las cuales resonaban con el grupo en el estudio. La idea se convirtió en "Doin' It Right", se produjo muy tarde en las sesiones en un capricho, a la que Daft Punk reaccionó positivamente. Lennox señaló que su intención era hacer ni una pista de Panda Bear, ni una canción de Daft Punk, sino a "darle a un blanco que estaba perfectamente en medio de nosotros. Realmente me sentí como si estuviera fuera de mi zona de confort, pero eso fue algo definitivo para la canción".

## Composición
Daft Punk se refirió a "Doin' It Right" como la pieza única puramente electrónica en el álbum, con un estilo moderno. A diferencia del resto de Random Access Memories, el acompañamiento instrumental se logró sin músicos de sesión y se compone exclusivamente de un sintetizador modular realizado por Daft Punk.</> Jeremy Abbott de Mixmag señaló que, "La luz y los sintetizadores aireados son introducidos a mitad de camino a través de hacer de esto una fantástica balada subestimada". La canción está en la tonalidad de sol ♭, y lleva a cabo en el tiempo común a un ritmo de 90 bmp. Las voces van exactamente en dos octavas. La progresión de acordes de A♭ sus2-A♭m-G♭/B♭♭-C sus2-C♭♭-D-E♭ sus2-E♭m- D♭♭-C sos- C♭ es seguido en todas partes.
"Doin' It Right" es una pista con unas líneas cantadas con la voz de Panda Bear, y un ciclo cantado en un vocoder por Daft Punk cantando la letra "Doin' It Right / Everybody will be dancing / And we'll be feelin' it right / Everybody will be dancing / And be doin' it right / Everybody will be dancing / When we're feelin' all right / Everybody will be dancing tonight", que es algo similar de su anterior canción "Something About Us". La parte del vocoder se detiene cuando Panda Bear canta la letra "If You Do It Right / That's how you know the magic's right", que, según Pitchfork Media, es " presumiblemente para dar énfasis, y sabemos que la magia es importante para Daft Punk". Los críticos también han señalado que la estructura rítmica se asemeja a la música rap.

## Recepción
Zach Baron (de GQ) describió que "Doin' It Right " puede ser un tema en solitario muy eficaz de Panda Bear que tenía que suceder para ser parte del álbum. NME señaló que, "Hay un Robot de Troya durante unos segundos, luego se abre el vientre y fuera hace estallar a Panda Bear para saquear la ciudad antigua". Tanto Pitchfork y Paperblog consideran la pista como la mejor de todo el álbum, y Pitchfork llamó a la pista "como una declaración muy fuerte con un propósito, un momento en el que dos artistas hacen un enfoque en la mejora personal tratanalinear sus chakras", y Paperblog la llamó como "la más esperada"." Spin llamó a las letras de Panda Bear en la canción "como algo lisérgico y entrañable como siempre"." Refinery29 escribió que, " para los fanes de Daft Punk, este es el tipo de pista que garantizan que todos la van a amar; pero para los incondicionales amantes de Panda Bear pueden tener un tiempo un poco más difícil para prenderse", mientras que Billboard dijo que la canción le dio "un contraste fascinante, aunque, por extraño que parezca, los fervientes clamores de Panda Bear tienen más éxito que las mecánicas y aburridas voces de Daft Punk"." El A.V. Club encontró la colaboración como "algo digno y con maridaje bien ejecutado"." En contraste con la respuesta de las críticas positivas, PopMatters fue la única crítica negativa, describiéndola como una decepción para el álbum, ya que la considera como algo que se fue desde el concepto del LP " por completo tanto en estilo como en la producción (siendo el único tema totalmente electrónico) y se siente como una producción de invitados alguien con fuerza hacinados en la lista de pistas"."

## Posiciones más altas en listas
| Listas (2013)                        | Posiciones |
| ------------------------------------ | ---------- |
| UK Singles (Official Charts Company) | 193        |
| Estados Unidos (Billboard Hot 100)   | 32         |